# NGC 4006
NGC 4006 is een elliptisch sterrenstelsel in het sterrenbeeld Maagd. Het hemelobject werd op 15 april 1828 ontdekt door de Britse astronoom John Herschel.

## Synoniemen
- UGC 6951
- MCG 0-31-6
- ZWG 13.15
- PGC 37655